# Laissez-passer de l'ONU
 (janvier 2012).
Si vous disposez d'ouvrages ou d'articles de référence ou si vous connaissez des sites web de qualité traitant du thème abordé ici, merci de compléter l'article en donnant les références utiles à sa vérifiabilité et en les liant à la section « Notes et références ».

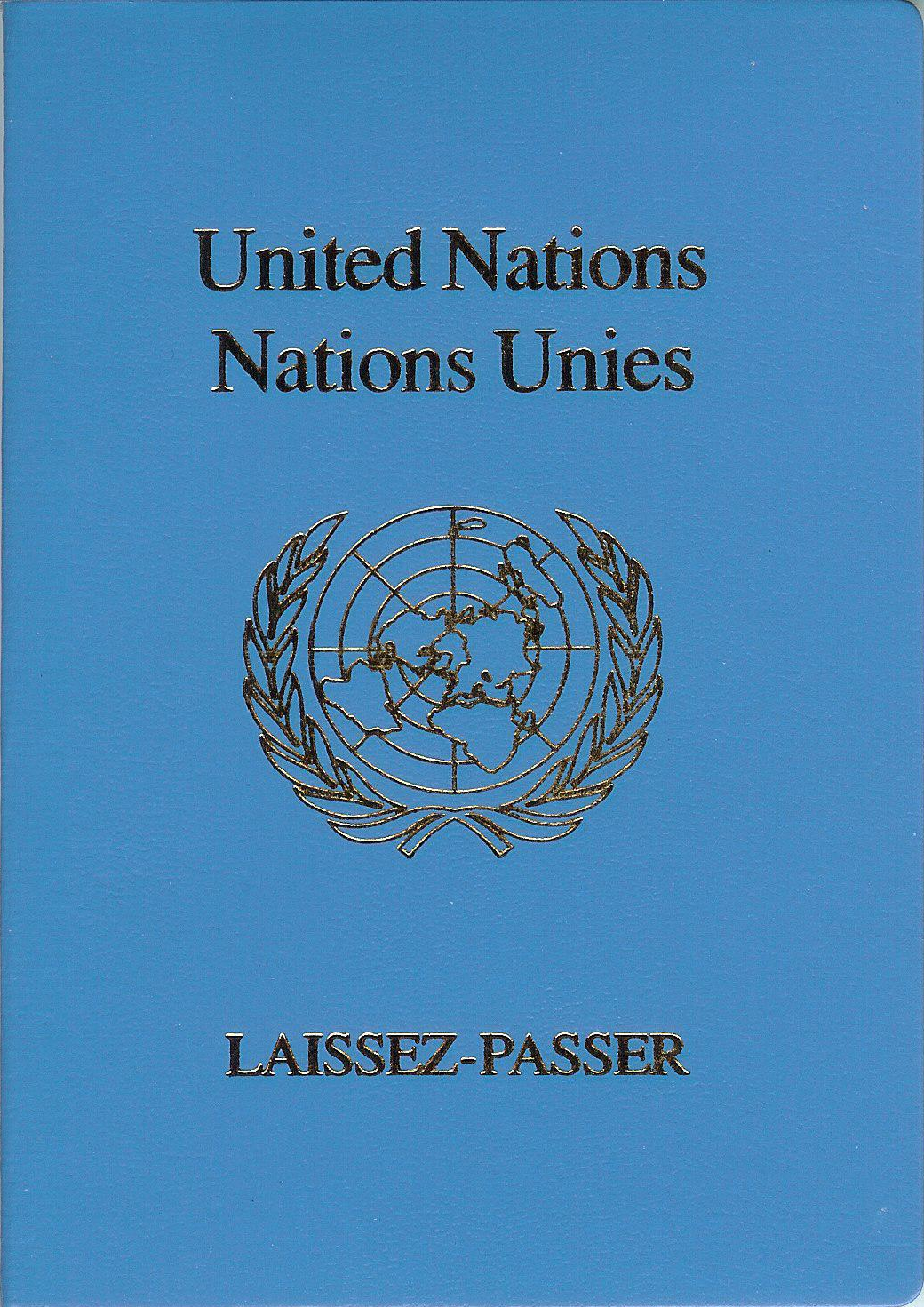
Laissez-passer de l’ONU

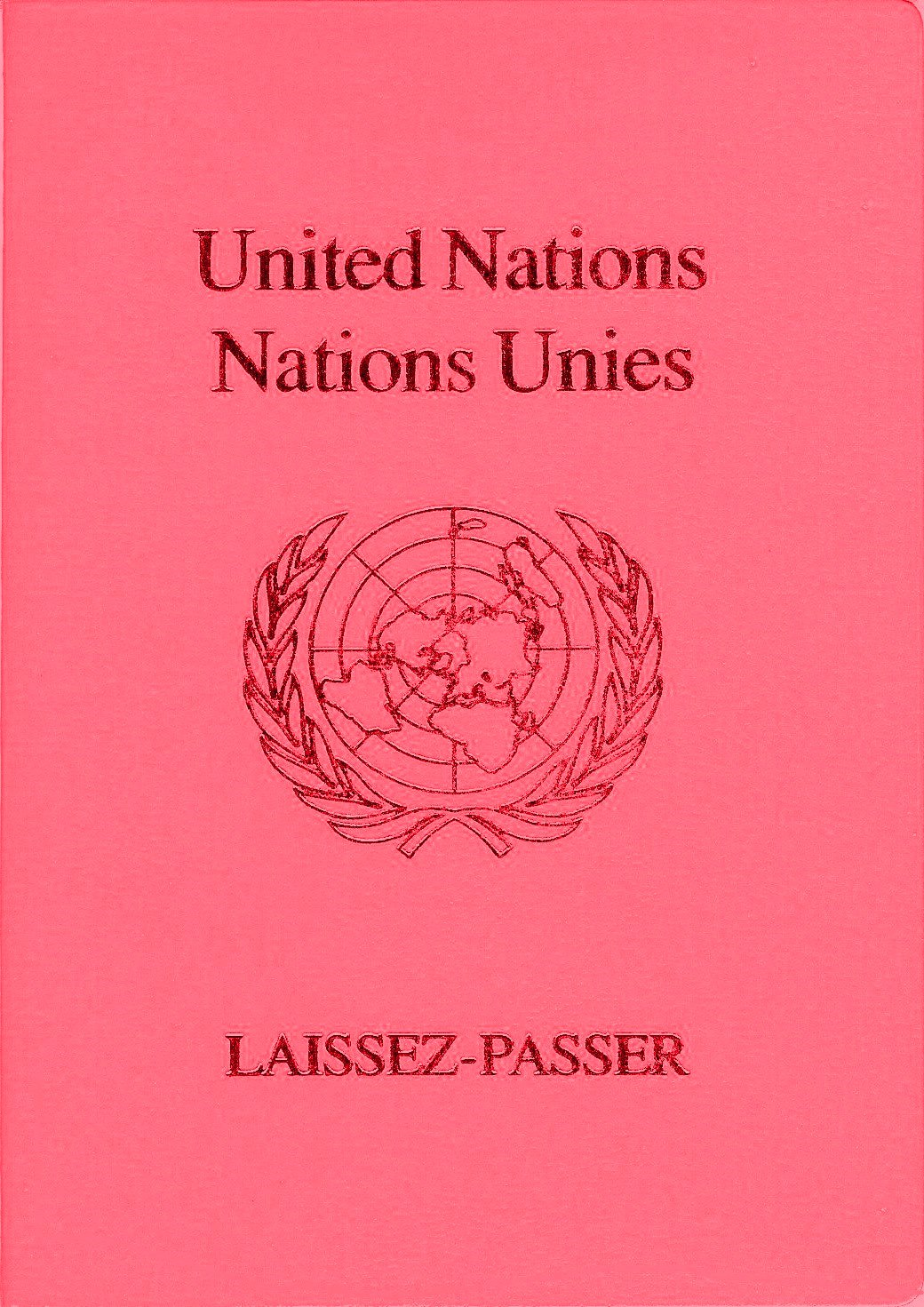
Laissez-passer de l’ONU diplomatique

Un laissez-passer de l’ONU est un document de voyage délivré par l'Organisation des Nations unies selon les dispositions de l'article VII de la convention de 1946 sur les privilèges et les immunités des Nations unies, ainsi que l'organisation internationale du travail (OIT).

## Description
Le laissez-passer est délivré au personnel de l'ONU et de l'OIT ainsi qu'aux membres du personnel d'organisations internationales telles que l'Organisation mondiale du tourisme, l'Organisation pour l'interdiction des armes chimiques ou encore la Banque mondiale. Le document est écrit en anglais et en français (les deux langues de travail de l'ONU).
Le laissez-passer est un document de voyage valide, c'est-à-dire qu'il peut être utilisé comme un passeport national (uniquement à l'occasion d'un voyage dans le cadre d'une mission officielle). De même que les passeports nationaux, certains pays ou régions acceptent l'entrée de son détenteur sans qu'il y ait besoin d'un visa (exemple : le Turkmenistan, le Kenya, le Royaume-Uni, l'espace Schengen, le Liban, etc.) bien que la plupart exigent un visa pour autoriser l'entrée dans le pays. Dans ce cas il n'est pas tenu compte de la nationalité du détenteur du laissez-passer.
La plupart des fonctionnaires détiennent un laissez-passer bleu dont le statut légal est similaire au passeport de service (le statut diplomatique peut toutefois être conféré au détenteur si le visa délivré dans le laissez-passer est un visa diplomatique). Un laissez-passer rouge est délivré aux fonctionnaires particulièrement importants. En fonction de leur rang, celui-ci peut conférer des privilèges diplomatiques et le laissez-passer rouge peut dans ce cas être similaire au passeport diplomatique.

## Page d'identification
La page d'identification contient une zone visuelle et une zone optique (lisible par une machine). La zone visuelle est similaire à celle d'un passeport classique : photographie, informations sur le passeport, informations sur le détenteur. La nationalité et le lieu de naissance du détenteur ne sont pas indiqués. Les champs suivants sont renseignés sur cette page :
- Photographie
- Type (de document) : LP pour « Laissez-passer »
- Code (de l'organisation émettrice) : UNO/UNA pour United Nations Organization/Agency
- Numéro du laissez-passer
- Nom patronymique
- Prénoms
- Titre (professionnel)
- Date de naissance
- Sexe
- Fonctionnaire de : UNO/UNA pour United Nations Organization/Agency
- Date d'émission
- Date d'expiration
- Autorité : United Nations/Nations unies suivi du code de la ville émettrice (exemple : GVA pour Genève)
- Signature (sur la page opposée)

La première ligne de la zone optique (qui se trouve en bas de page) contient une lettre pour indiquer la nature du document (ici P, lettre également utilisée pour désigner les passeports malgré le statut de laissez-passer) suivie par le code normalement utilisé pour désigner la nationalité du détenteur (ici : UNO/UNA) ainsi que le nom (nom patronymique suivi des prénoms). Cette pratique est également censée être suivie lorsqu'un visa est apposé sur le laissez-passer (UNO/UNA devrait être indiqué dans le champ relatif à la nationalité). Toutefois, cette règle n'est pas respectée[réf. souhaitée].